# Rocca Calascio
A Rocca Calascio (Castelo de Calascio) localiza-se na cidade de Calascio, província de L'Aquila, na região de Abruzos (Itália).
No castelo foi realizado o filme de 1985 Ladyhawke.